# Aurora (Illinois)
Pour les articles homonymes, voir Aurora.
Aurora est une ville située en banlieue ouest de Chicago dans l'État de l'Illinois, aux États-Unis. Aurora s'étend sur les comtés de Kane, DuPage, Will et Kendall et fait partie de l'aire métropolitaine de Chicago. Le recensement de 2000 lui a compté 142 990 habitants, et celui de 2020 lui en a trouvé 180 542. C'est la deuxième ville de l'Illinois par le nombre d'habitants après Chicago.
Aurora est surnommée, depuis 1908, « la ville des lumières », car ce fut l'une des premières villes à adopter l'éclairage public électrique, en 1881.

## Histoire
Avant l'arrivée des colons européens, il existait un village amérindien à l'endroit où se trouve l'actuel centre-ville d'Aurora, le long de la rivière Fox. En 1834, à la suite de la guerre de Black Hawk, les premiers colons s'implantent sur les deux rives de la rivière. Initialement deux villages séparés, East Aurora et West Aurora s'unissent en 1857 pour fonder la ville d'Aurora. Celle-ci devient alors un important centre manufacturier en matière de textile et d'industrie lourde notamment avec l'ouverture d'une usine du Chicago, Burlington and Quincy Railroad en 1856.
Terre d'immigration d'Européens de divers horizons, Aurora adopte une position abolitionniste avant la guerre de Sécession et accueille des migrants mexicains dès 1910.
Dans les années 1970, la ville voit nombre de ses usines fermer leurs portes, et le chômage atteindre 16 %.

## Démographie
| Groupe                           | Aurora | Illinois | États-Unis |
| -------------------------------- | ------ | -------- | ---------- |
| Euro-Américains                  | 59,7   | 71,5     | 72,4       |
| Autres                           | 19,1   | 6,7      | 6,4        |
| Afro-Américains                  | 10,7   | 14,6     | 12,6       |
| Asio-Américains                  | 6,7    | 4,6      | 4,8        |
| Métis                            | 3,3    | 2,3      | 2,9        |
| Amérindiens                      | 0,5    | 0,3      | 0,9        |
| Total                            | 100    | 100      | 100        |
| Hispaniques et Latino-Américains | 41,3   | 15,8     | 16,7       |

Selon l'American Community Survey pour la période 2010-2014, 54,81 % de la population âgée de plus de 5 ans déclare parler l'anglais à la maison, 37,07 % déclare parler l'espagnol, 1,05 % le tagalog, 0,70 % l'hindi, 0,60 % l'ourdou et 5,77 % une autre langue.

## Transports
Aurora possède un aéroport (Aurora Municipal Airport, code AITA : AUZ) et est desservie par le réseau de train de banlieue du Metra.

## Personnalités liées à Aurora
- Kate Claghorn (1864-1938), sociologue et économiste américaine.

## Dans la culture populaire
Le film Wayne's World réalisé par Penelope Spheeris en 1992, avec Mike Myers et Dana Carvey.